# Franciszek Stefczyk

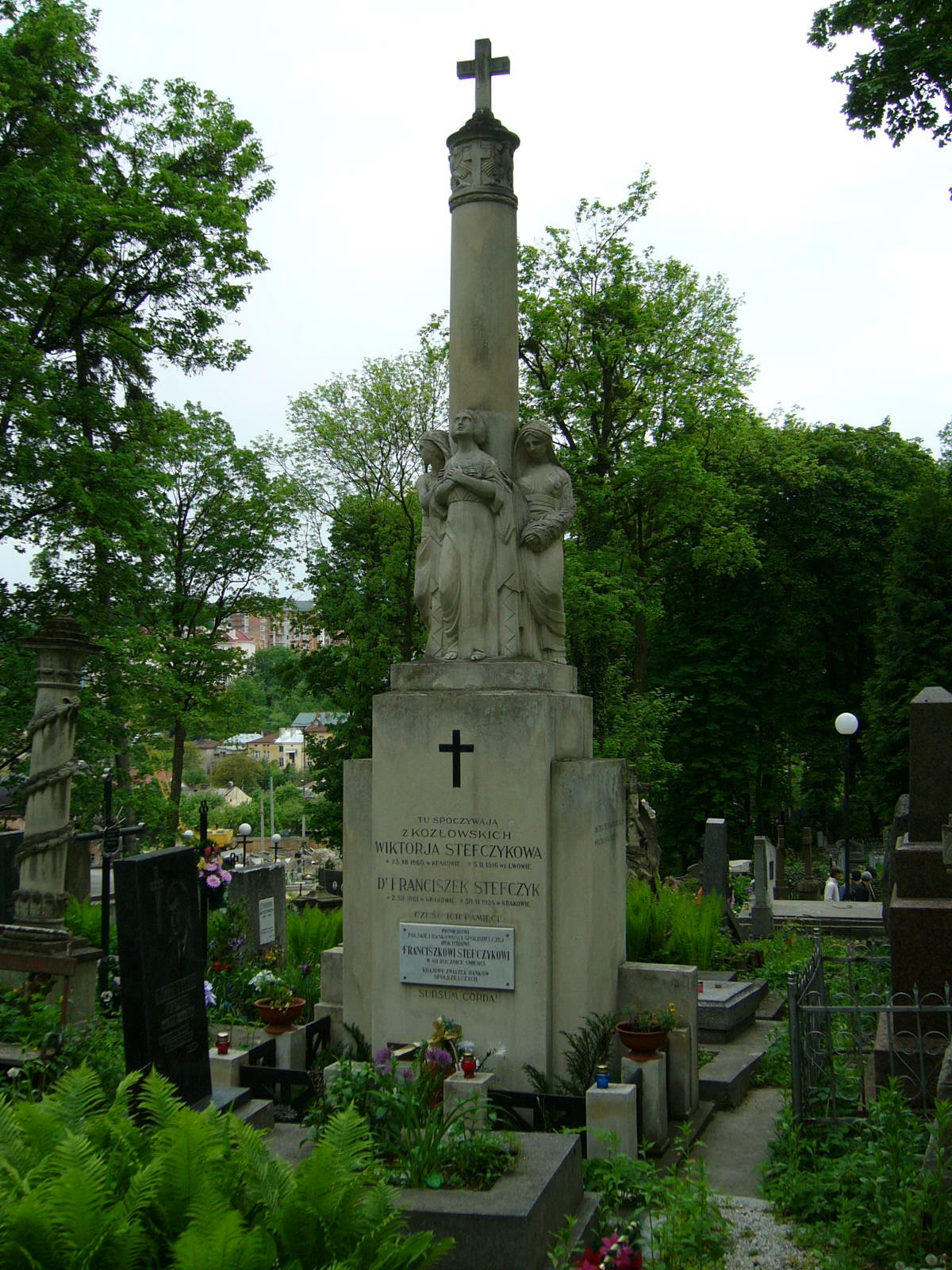
Grób Stefczyków na Cmentarzu Łyczakowskim we Lwowie dłuta Andrzeja Albrychta wykonany przez firmę Henryka Karola Periera

Franciszek Kazimierz Stefczyk (ur. 2 grudnia 1861 w Krakowie, zm. 30 czerwca 1924 tamże) – nauczyciel, ekonomista, działacz społeczny, spółdzielczy i ruchu ludowego. Inicjator zakładania spółdzielczych kas oszczędnościowo-pożyczkowych, znanych później jako Kasy Stefczyka.

## Życiorys
Pochodził z rodziny chłopskiej. Z wykształcenia był historykiem. W 1889 r. przebywał w Westfalii, gdzie zapoznał się z systemem wiejskich kas spółdzielczych zakładanych przez Raiffeisena, które od 1866 r. szeroko przyjęły się w krajach niemieckich i w Austrii. Po powrocie do kraju pracował jako nauczyciel szkoły rolniczej w Czernichowie koło Krakowa, gdzie założył w 1889 r. pierwszą na ziemiach polskich wiejską spółdzielnię oszczędnościowo-pożyczkową wg wzoru Raiffeisena.
W latach 1898–1899 był dyrektorem Związku Handlowego Kółek Rolniczych. W latach 1899–1918 był kierownikiem Biura Patronatu dla Spółek Oszczędności i Pożyczek przy Wydziale Krajowym we Lwowie. Przyczynił się do upowszechnienia wiejskich kas spółdzielczych i osłabienia lichwy na wsi galicyjskiej.
W 1907 był współorganizatorem, a od 1909 r. pierwszym dyrektorem Krajowej Centralnej Kasy dla Spółek Rolniczych we Lwowie, powołanej przez galicyjski Sejm Krajowy. Od 1907 był członkiem Polskiego Stronnictwa Ludowego, z jego ramienia – posłem do Sejmu Krajowego we Lwowie (1908-1913). W czasie Obrony Lwowa w listopadzie 1918 był jednym z przywódców polskiego Komitetu Bezpieczeństwa i Obrony Dobra Publicznego odpowiedzialnym za resort skarbu. Został członkiem powołanego 23 listopada 1918 Tymczasowego Komitetu Rządzącego we Lwowie.
Od początku 1919 przeniósł się do Warszawy, gdzie do 1924 r. kierował Centralną Kasą Spółek Rolniczych (przeniesioną tam ze Lwowa). W 1924 r. zainicjował powołanie Zjednoczenia Związków Spółdzielni Rolniczych i został jego prezesem.
Był autorem wielu prac o spółdzielczości. Tuż przed śmiercią uzyskał habilitację na Uniwersytecie Jagiellońskim na podstawie pracy o spółdzielczości.
Zmarł w Krakowie, pochowany na Cmentarzu Łyczakowskim.
21 maja 1886 w Krakowie ożenił się z Wiktorią z Kozłowskich (zm. 1916), z którą miał troje dzieci: Tadeusza, inżyniera, Kazimierza Mieczysława (1891–1941) i Marię Franciszkę (ur. 1889), zamężną Sabińską.

## Upamiętnienie
W 1969 r. ówczesnej nienazwanej drodze, wytyczonej od ulicy Krakowiaków do ul. Łopuszańskiej, pierwszej równoległej do ul. Działkowej, w Warszawie, na terenie obecnej dzielnicy Włochy, nadano nazwę Franciszka Stefczyka. Ówczesna administracja warszawska z nieustalonych przyczyn nie wykonała jednak tej uchwały. W czerwcu 1974 Naczelna Rada Spółdzielcza i Uniwersytet Jagielloński zorganizowały uroczyste seminarium naukowe w 50-tą rocznicę śmierci Stefczyka z udziałem rektora Mieczysława Karasia i prezesa NRS Tadeusza Janczyka.
Imię Franciszka Stefczyka nosi Bank Spółdzielczy w Belsku Dużym, powstały w 1973 roku (banki spółdzielcze są kontynuatorem tradycji spółdzielni oszczędnościowo-pożyczkowych, zapoczątkowanych przez Stefczyka).
W 1993 r. powstała w Polsce SKOK (odwołująca się do tradycji Kas Stefczyka), która przyjęła Franciszka Stefczyka za swojego patrona.
Krajowy Związek Banków Spółdzielczych przyznaje Odznakę im. Franciszka Stefczyka
W grudniu 2011 roku metropolita lwowski Mieczysław Mokrzycki przychylił się do postulatu rozpoczęcia postępowania prowadzącego do beatyfikacji Franciszka Stefczyka.
Pomnik Franciszka Stefczyka postawiony w okresie międzywojennym  znajduje się w Czernichowie.
Szkoła Rolnicza w Czernichowie nosi imię Franciszka Stefczyka.
Wizerunek Franciszka Stefczyka znajduje się na wydanym w 2017 r. przez Pocztę Polską w nakładzie 250 tys. sztuk znaczku pocztowym o nominale 2,60 zł.

## Ordery i oznaczenia
- Krzyż Komandorski z Gwiazdą Orderu Odrodzenia Polski (2 maja 1923)[11][12]
- Krzyż Kawalerski Orderu Franciszka Józefa (1907)[13]